# Arjan van Gils
Arjan van Gils (Velsen, 8 augustus 1955) is een Nederlandse ambtenaar, bestuurder en D66-politicus.

## Biografie
Van Gils volgde tot 1974 het atheneum-B aan het Triniteitslyceum in Haarlem en studeerde tot 1978 aan de Nederlandse Politie Academie en tot 1984 Nederlands recht aan de Universiteit van Amsterdam. Van 1978 tot 1985 was hij officier bij de politie in Amsterdam en van 1985 tot 1992 werkte hij als ambtenaar bij het ministerie van Binnenlandse Zaken en van 1992 tot 1998 als commissaris bij de Politie Rotterdam-Rijnmond.
Vervolgens was Van Gils werkzaam als gemeentesecretaris/algemeen directeur bij diverse gemeenten, van 1998 tot 2005 bij de gemeente Enschede, van 2005 tot 2012 bij de gemeente Rotterdam en van 2012 tot 2018 bij de gemeente Amsterdam. Van 2018 tot maart 2019 was hij werkzaam als zelfstandig interim-manager en adviseur. Vanuit die hoedanigheid was hij secretaris/algemeen directeur van de Metropoolregio Rotterdam Den Haag (MRDH) en lid van de Raad van Toezicht bij Jeugdbescherming Rotterdam-Rijnmond.
Van 7 maart 2019 tot 16 juni was Van Gils wethouder van Rotterdam met in zijn portefeuille financiën, organisatie, haven en grote projecten (Feyenoord City, Hoekse Lijn, Maastunnel en Coolsingel).
Van Gils is getrouwd, heeft drie kinderen en is woonachtig in Rotterdam.